# Orden Congreso de Angostura
La Orden Congreso de Angostura es la máxima condecoración del Estado Bolívar.

## Orden
Su nombre conmemora el Congreso de Angostura, formado al reiniciarse la lucha de independencia de Venezuela y América.
Se entrega como gesto de reconocimiento por sus actividades a favor del desarrollo del Estado Bolívar y del país. Cada gobernador del Estado Bolívar la obtiene automáticamente al iniciar su mandato.
La orden se divide en varios grados. La decisión de imponerla la toma el Consejo de la Orden. Pueden ser condecorados colectivos y extranjeros.
En el orden de precedencia se coloca luego de las condecoraciones ministeriales, junto a las otras de gobernaciones, ordenándose estas últimas según su fecha de creación.